# Лизино
Ли́зино (укр. Лизине) — село, относится к Белокуракинскому району Луганской области Украины. Расположено на реке Козинка.
Население по переписи 2001 года составляло 521 человек. Почтовый индекс — 92250. Телефонный код — 6462. Занимает площадь 3,18 км². Код КОАТУУ — 4420986601.